# Семиходи (зупинний пункт)
Семихо́ди — зупинний пункт Київської дирекції Південно-Західної залізниці на електрифікованій змінним струмом лінії Чернігів — Семиходи. Найближча станція — Неданчичі (40 км).
Розташований у місті Прип'ять Київської області.
Зупинний пункт отримав назву від невеликого села за 4 км від нього. До аварії на ЧАЕС у 1986 році — звичайна пасажирська платформа. У 1988 році лінію електрифікували. Зараз тут кінцевий пункт спецмаршруту Славутич — Семиходи, обладнаний санпропускником. Сюди електропоїзди ЕР9 (орендовані ДП «Чорнобильсервіс» у Чернігівському депо ПЗЗ) доставляють персонал ЧАЕС, звідси вони ж везуть його додому у Славутич. Зупинний пункт призначений виключно для перевезення працівників зони відчуження, перебувати тут громадянам та проїжджати електропоїздами без спецдозволу заборонено.
На зупинному пункті діє пункт контролю «Семиходи», який здійснює радіологічний, митний та прикордонний контроль.